# North Fork Umatilla River
Il North Fork Umatilla River, letteralmente biforcazione Nord del fiume Umatilla, è un affluente del fiume Umatilla che scorre nelle contee di Union e di Umatilla nello stato dell'Oregon. Il nome del fiume deriva dal nome che avevano dato i Nativi Americani. Le sue sorgenti si trovano nella Foresta nazionale di Umatilla nelle Blue Mountains nella parte nord-orientale dell'Oregon. Il fiume scorre generalmente a Nord-Ovest per incontrare il South Fork Umatilla River vicino Graves Butte. I due corsi d'acqua si uniscono insieme a formare il corso principale del fiume Umatilla.
Nei pressi delle sue sorgenti, il North Fork Umatilla River scorre verso Nord seguendo la Oregon Route 204, a Nord di Elgin prima di scorrere verso Ovest attraverso la North Fork Umatilla Wilderness. Noti affluenti del fiume, andando dalla sorgente alla foce, sono Johnson Creek, che entra da sinistra, poi Woodward e Coyote creeks, che entrano da destra. Presso la confluenza tra South Fork Umatilla River e North Fork Umatilla River, il South Fork Umatilla River entra da sinistra.

## Turismo
La North Fork Umatilla Wilderness, a circa 30 miglia (48 km) ad Est di Pendleton include 27 miglia (43 km) di sentieri per escursioni a piedi e a cavallo. The lower section of the North Fork Umatilla Trail, one of the trails in the network, follows the river.
Lo Umatilla Forks Campground e la Day Use Area, gestiti dallo United States Forest Service, si trovano presso la confluenza del North Fork Umatilla River e del South Fork Umatilla River. Aperti da giugno a settembre, dispone di campeggi, tavoli da picnic, servizi igienici, acqua potabile e posti auto. In addition to hiking, activities in the area include fishing, hunting, and wildlife viewing.
Il Woodland Campground, un altro sito gestito dallo United States Forest Service, si trova nei pressi delle sorgenti del fiume lungo la Oregon Route 204. Aperto fino a novembre, il campeggio dispone di piazzole per tende, servizi igienici, tavoli da picnic e accesso a sentieri escursionistici ma senza acqua potabile.
Poco più a Nord del Woodland Campground, lungo l'autostrada, c'è il Woodland Sno-Park, gestito anch'esso dallo United States Forest Service. I club locali prestano aiuto nella manutenzione del parco, compresi i percorsi per motoslitta. Il parco, generalmente aperto da novembre ad aprile, è frequentato da escursionisti con racchette da neve, praticanti di sci nordico e motoslitte. Sono presenti un parcheggio e un bagno di servizio. Il Dipartimento dei Trasporti dell'Oregon si occupa del servizio di spazzaneve nel parco.